# Behemoth (Canada’s Wonderland)
Behemoth (hebr. = „Riesentier“) in Canada’s Wonderland ist eine Stahlachterbahn vom Modell Hyper Coaster des Herstellers Bolliger & Mabillard, die am 4. Mai 2008 eröffnet wurde. Bis zur Eröffnung von Leviathan im selben Park im Mai 2012 war sie die mit 70,1 m höchste und mit 123,9 km/h schnellste Achterbahn Kanadas.
Der Kettenlifthill überquert die Achterbahn Backlot Stunt Coaster. Am Fuß des, mit 75° Gefälle, bislang steilsten First Drop eines B&M Hyper Coasters, erreichen die Züge ihre höchste Geschwindigkeit. Es folgt der erste Hügel, an den sich die Kehrtwende, bestehend aus einer überhöhten 180°-Kurve, anschließt. Es folgen drei sich stark ähnelnde Hügel deren Auffahrten jeweils mit Reduzierbremsen versehen sind, die bei Bedarf die Geschwindigkeit nach verringern. Eine sich anschließende Auffahrt führt zur Blockbremse der Bahn, an die sich eine 540°-Abwärtshelix anschließt. Auf Bodenniveau folgt ein Umschwung von Rechts- zu Linkskurve in eine 270°-Aufwärtshelix. Nach einem weiteren kleinen Hügel wird der Zug dann durch Wirbelstrombremsen auf einer leicht abschüssigen geraden Strecke abgebremst, bevor er über der Warteschlange eine 180°-Kurve durchfährt und wieder in der Station anlangt.

## Züge
Behemoth besitzt drei Züge mit jeweils acht Wagen. In jedem Wagen können vier Personen (zwei Reihen à zwei Personen) Platz nehmen. Die Fahrgäste müssen mindestens 1,20 m groß sein, um mitfahren zu dürfen. Durch das Blocksystem können alle drei Züge gleichzeitig betrieben werden und sorgen so für eine Kapazität von maximal etwa 1.500 Personen pro Stunde.
Anders als bei den bisherigen Achterbahnen vom Modell Hyper Coaster des Herstellers, sind die vier Sitze eines Wagens nicht nebeneinander in einer Reihe angeordnet, sondern eher in Form eines auf dem Kopf stehenden V. Dabei befinden sich die beiden mittleren Sitze direkt nebeneinander und die beiden anderen Sitze leicht schräg dahinter angeordnet. Die neue Sitzanordnung soll für eine bessere Sicht der Fahrgäste sorgen, der Zug wird dadurch aber länger als bei den älteren Anlagen dieses Typs. Ein deutlicher Nachteil dieser längeren Züge besteht jedoch darin, dass die Züge erheblich schneller an Geschwindigkeit verlieren, weil die Beschleunigungsphase beim Überfahren eines Airtime-Hügels erst später beginnt, nämlich dann, wenn der mittlere Schwerpunkt des Zuges den höchsten Punkt passiert hat.